# På sporet af virkeligheden
|  | Denne artikel er oprettet af botten PalnaBot ud fra en ekstern database. Den kan derfor have sproglige fejl eller mangler. Denne skabelon kan fjernes efter kontrol af indholdet. |

På sporet af virkeligheden er en film instrueret af Jens Christian Top.

## Handling
Vi besøger Dansk Model-Jernbane Klub, hvor voksne mennesker leger / imiterer virkeligheden i skalaen 1:45.